# Селени
Селени (Selene) — рід морських риб з родини ставридових (Carangidae). Поширені на шельфі Атлантичного та східній частині Тихого океанів, у мілководних районах із мулистим або мулисто-піщаним ґрунтом на глибині не більше 50—80 м. Селени ведуть зграйний спосіб життя, утворюючи щільні скупчення в товщі води або поблизу дна. Раціон складають придонні безхребетні та дрібна риба. Можуть відтворювати хрюкаючі звуки.

## Будова
Тіло дуже високе, сильно стиснуте з боків. Бічна лінія вигинається у вигляді дуги над грудним плавцем, у хвостовій частині пряма. Кісткові щитки відсутні. Лоб крутий, високий, випуклий. Рот косий. Нижня щелепа загинається вгору. Перший спинний плавець складається з вісьмох коротких колючок, що сидять окремо. Черевні плавці маленькі, дуже короткі. Хвостовий плавець/0} вилчастий на довгій тонкій стеблині. Забарвлення тіла сріблясте з блакитним або блідо-зеленим вилиском на спині.

## Класифікація
Донині до роду входять сім видів, з яких чотири мешкають в Атлантичному океані й три — у Тихому. Тихоокеанські представники відрізняються від атлантичних повною відсутністю луски, а також будовою спинних плавців у молодих особин: в атлантичних селен подовжені 4—6 променів першого спинного плавця, тоді як у тихоокеанських селен подовжені перші промені другого спинного плавця. У більшості видів у міру дорослішання особини подовжені промені плавців редукуються, виняток становлять два тихоокеанських види — селена Бревоорта і мексиканська селена.
| Латинська назва   | Український відповідник                           | Поширення                                                                | Максимальна довжина і вага |
| Selene brevoortii | селена Бревоорта                                  | східне узбережжя Тихого океану: від Мексики до Еквадору                  | 38 см                      |
| Selene brownii    | карибська риба-місяць                             | західне узбережжя Атлантичного океану: від Мексики до Бразилії           | 29 см                      |
| Selene dorsalis   | африканська риба-місяць                           | східне узбережжя Атлантичного океану: від Португалії до Південної Африки | 38 см, 1,5 кг              |
| Selena orstedii   | селена мексиканська                               | східне узбережжя Тихого океану: від Мексики до Колумбії                  | 33 см                      |
| Selene peruviana  | селена перуанська                                 | східне узбережжя Тихого океану: від Каліфорнії до Перу                   | 40 см                      |
| Selene setapinnis | селена західно-атлантична, атлантична риба-місяць | західне узбережжя Атлантичного океану: від Канади до Аргентини           | 60 см, 4,6 кг              |
| Selene vomer      | селена звичайна                                   | західне узбережжя Атлантичного океану: від Канади до Уругваю             | 48 см, 2,1 кг              |

## Господарське значення
Атлантичні вомери мають обмежене промислове значення і їх вилови не перевищують декількох десятків тонн на рік. Є об'єктом спортивної риболовлі.
Найбільше промислове значення, ймовірно, має тільки перуанська селена. Промисел ведеться переважно біля берегів Еквадору тралами і гаманцевими неводами. Великий попит на цю екзотичну рибу в Східній Європі призвів до перелову популяції.